# John Scott (entomolog)
John Scott (ur. 25 września 1823 w Morpeth, zm. 30 sierpnia 1888 tamże) – brytyjski (angielski) inżynier lądowy i entomolog, specjalizujący się w hemipterologii i lepidopterologii.
John Scott był samoukiem zarówno w zakresie inżynierii lądowej, jak i entomologii. Pracował w Glasgow, potem w Stockton-on-Tees, Londynie, Hiszpanii, Plymouth i Lees–on-the-Solent. Od młodości wykazywał zainteresowania przyrodnicze. W latach 1849–1862 zajmował się głównie motylami, w tym molowatymi. Od 1862 roku specjalizował się w badaniach pluskwiaków z podrzędów różnoskrzydłych, piewików i miodówek, zwłaszcza ich faunie brytyjskiej. Publikował artykuły w licznych, angielskich i zagranicznych czasopismach naukowych; wiele w Entomologists Weekly Inteligencer. Najbardziej znany jest z opublikowanej wspólnie z Johnem Williamem Douglasem części poświęconej tasznikowatym w The British Hemiptera. I: Hemiptera-Heteroptera z 1865 roku. Został również współautorem wydanego w 1876 roku przez Entomological Society of London Catalogue of British Hemiptera. Jego zbiory zdeponowane zostały w Muzeum Historii Naturalnej w Londynie.